# Lappa
Lappa (in greco Λάππα?) è un ex comune della Grecia nella periferia di Creta (unità periferica di Retimo) con 2 628 abitanti secondo i dati del censimento 2001.
È stato soppresso a seguito della riforma amministrativa, detta Programma Callicrate, in vigore dal gennaio 2011 ed è ora compreso nel comune di Retimo.
Il nome del comune richiama quello dell'antica città di Lappa, ora corrispondente al villaggio di Argyroupoli.